# هث
هث (به انگلیسی: Hethe) یک محله مدنی و روستا در بریتانیا است که در چرول واقع شده‌است. هث ۵٫۷۵ کیلومتر مربع مساحت و ۲۷۹ نفر جمعیت دارد.